# Powiat Strakonice
Powiat Strakonice (czes. Okres Strakonice) – powiat w Czechach, w kraju południowoczeskim. Jego siedziba znajduje się w mieście Strakonice. Powierzchnia powiatu wynosi 1032,08 km², zamieszkuje go 69 584 osób (gęstość zaludnienia wynosi 67,43 mieszkańców na 1 km²). Powiat ten liczy 112 miejscowości, w tym 5 miast.
Od 1 stycznia 2003 powiaty nie są już jednostką podziału administracyjnego Czech. Podział na powiaty zachowały jednak sądy, policja i niektóre inne urzędy państwowe. Został on również zachowany dla celów statystycznych.

## Struktura powierzchni
Według danych z 31 grudnia 2003 powiat ma obszar 1032,08 km², w tym:
- użytki rolne – 64,82%, w tym 69,45% gruntów ornych
- inne – 35,18%, w tym 64,04% lasów
- liczba gospodarstw rolnych: 768

## Demografia
Dane z 31 grudnia 2003:
| Opis        | Ogółem | Kobiety       | Mężczyźni     |
| ----------- | ------ | ------------- | ------------- |
| populacja   | 69 584 | 35 472 50,98% | 34 112 49,02% |
| średni wiek | 39,5   | 41,23         | 38,36         |

- gęstość zaludnienia: 67,43 mieszk./km²
- 59,72% ludności powiatu mieszka w miastach.

## Zatrudnienie
| Mieszkańcy ze stałym zatrudnieniem | 17 783       |
| Średnia pensja miesięczna          | 14 561 koron |
| Bezrobotni                         | 2779         |
| Stopa bezrobocia                   | 8,10%        |

## Szkolnictwo
W powiecie Strakonice działają:
| Rodzaj szkoły                   | Liczba szkół |
| ------------------------------- | ------------ |
| Przedszkola                     | 34           |
| Szkoły podstawowe               | 23           |
| Gimnazja                        | 2            |
| Szkoły średnie techniczne       | 7            |
| Szkoły średnie ogólnokształcące | 4            |
| Szkoły wyższe                   | 3            |

## Służba zdrowia
| Lekarze                               | 199 |
| Szpitale                              | 1   |
| Specjalistyczne ośrodki terapeutyczne | 3   |
| Gabinety dentystyczne                 | 29  |
| Apteki                                | 10  |